# Regressió (psicoanàlisi)
La regressió és un mecanisme de defensa psíquic que consisteix a tornar a un nivell anterior del desenvolupament.

## Definició
Des del punt de vista de la psicoanàlisi, Laplanche i Pontalis la defineixen així:

Dins d'un procés psíquic que comporta una trajectòria o desenvolupament, es designa com regressió un retorn en sentit invers, a partir d'un punt ja assolit, cap a un altre d'anterior.
Considerada en sentit ''tòpic'', la regressió s'efectua, segons Freud, al llarg d'una successió de sistemes psíquics que l'excitació recorre normalment en una direcció determinada.
En sentit ''temporal'', la regressió suposa una successió genètica i designa el retorn del subjecte a etapes superades del seu creixement (fases libidinals, relacions d'objecte, identificacions, etc.).

En sentit ''formal'', la regressió designa el pas a maneres d'expressió i de comportament d'un nivell inferior, des del punt de vista de la complexitat, de l'estructuració i de la diferenciació.
El terme "regressió" s'utilitza en psicoanàlisi en general com una tornada a formes anteriors del desenvolupament del pensament, de les relacions d'objecte i de l'estructuració del capteniment.
Inicialment, Freud no descrigué la regressió des d'un punt de vista genètic.

## Regressió en sentit tòpic
En La interpretació dels somnis introdueix el concepte de regressió per explicar un caràcter important del somni. Hi explica que els pensaments del somni se solen presentar sota la forma d'imatges sensorials que se li apareixen al subjecte en forma quasi al·lucinatòria.
Per descriure aquesta característica cal una concepció tòpica de l'aparell psíquic, com a format per una sèrie de sistemes orientats. De dia, aquests sistemes són recorreguts des de la percepció cap a la motilitat. Mentre que, en l'estat del somni, els pensaments que no poden accedir a la motilitat tornen al sistema percepció. A més, somiar -en general- és una regressió a l'estat més primerenc, en què es reanima la infantesa i les maneres d'expressió que disposava llavors l'infant, així com les mocions pulsionals que el governaven.

## Regressió en sentit temporal
La significació temporal del concepte de regressió s'amplia a mesura que Freud estudia el desenvolupament psicosexual de l'individu.
Hi ha referències al fet que siga possible una tornada de la libido a altres vies de satisfacció, en Tres assaigs sobre teoria sexual, tot i que no s'hi esmente explícitament el mot regressió. Freud mateix remarca que la idea de la regressió de la libido a una manera anterior d'organització fou una troballa tardana. Quan anà descobrint, entre els anys 1910-1912, les fases del desenvolupament psicosexual infantil, que se succeïen en un ordre determinat, pogué definir el concepte d'una regressió temporal.
Segons descriu en La predisposició a la neurosi obsessiva, es trobà amb casos en què, una volta establerta l'organització sexual en què es trobava la predisposició a la neurosi obsessiva, mai la superà completament. I, també, amb altres casos en què aquesta fase d'organització sexual fou reemplaçada en principi per la fase següent d'organització i, després, reactivada per regressió a partir d'aquesta darrera.
Finalment, Freud distingeix tres tipus de regressions: tòpica, temporal i formal.
1. Tòpica, en el sentit de l'esquema (de l'aparell psíquic que desenvolupà en el capítol 7, apartat B, de La interpretació dels somnis).
2. Temporal, en què es torna a formacions psíquiques més antigues, que es reactiven. Diferencia una regressió quant a l'objecte, una regressió en relació amb la fase libidinal i una regressió en l'evolució del jo.
3. Formal, quan es canvien les maneres d'expressió i de figuració habituals per altres de primitives.

Sosté, però, que els tres tipus de regressió en són un de sol i que, en la major part dels casos, coincideixen, ja que el més antic en el temps és, al seu torn, el primitiu en el sentit formal i el més proper a l'extrem perceptiu, quant a la tòpica psíquica.
El concepte de regressió formal és el menys utilitzat per Freud, tot i que es podrien incloure en aquesta designació fenòmens en què es produeix una tornada del procés secundari al primari (el pas del funcionament segons la identitat de pensament a un funcionament segons la identitat de percepció).
Freud també va insistir en la idea que el passat infantil, tant de l'individu com de la humanitat, romanen en nosaltres i que aquests estats primitius poden tornar a instal·lar-s'hi. Els primitius processos mentals continuen existint juntament amb els productes més complexos que es desenvolupen a partir d'aquests i, en qualsevol moment, pot ocórrer una "regressió" cap aquells, i conferir-los una nova vida.
La idea de regressió és solidària amb la de fixació. Els punts de fixació conserven, al llarg de la vida, la condició de focus d'atracció especials, punts cap als quals l'energia libidinal "torna" cada volta que apareixen dificultats. Tot i que Freud li dona importància a la regressió, no deixa d'insistir que la regressió de l'energia sols es pot produir si hi ha una cosa a la qual es torna, una cosa que atrau cap a si aquesta energia, novament.
El concepte de reaparició del passat en el present pot considerar-se, també, des de la noció de compulsió de repetició.